# Gunungiella navavimchi
Gunungiella navavimchi är en nattsländeart som beskrevs av Schmid 1968. Gunungiella navavimchi ingår i släktet Gunungiella och familjen stengömmenattsländor. Inga underarter finns listade i Catalogue of Life.